# 1917 dans les chemins de fer
Chronologie des chemins de fer
1916 dans les chemins de fer - 1917 - 1918 dans les chemins de fer

## Évènements

### Mai
- 9 mai, Djibouti-Éthiopie : mise en service du chemin de fer franco-éthiopien.

### Juin
- 2 juin, France : mise en service du raccordement entre La Nouvelle-gare et La Nouvelle-port (compagnie du Midi).

### Décembre
- 12 au 13 décembre (nuit du), France : Catastrophe ferroviaire de  Saint-Michel-de-Maurienne.